# Chongqing (stacja kolejowa)
Chongqing (chiń. 重庆站; pinyin Chóngqìng Zhàn) – stacja kolejowa w Chongqing w Chinach. Na stacji jest 5 peronów.